# Wolfgang Sucker
Wolfgang Sucker (* 21. August 1905 in Liegnitz; † 30. Dezember 1968 in Darmstadt) war ein evangelischer Theologe, Gründer des Konfessionskundlichen Instituts Bensheim und von 1964 bis 1968 Kirchenpräsident der Evangelischen Kirche in Hessen und Nassau. 

## Familie
Sucker war verheiratet mit Anna Dorothea geb. Schaffer. Seine Frau gebar fünf Kinder: Elisabeth Sucker vh. Spalt, Gertrud Sucker, Gotfried Sucker, Reinhard Sucker und Christiane Sucker, die allerdings kurz nach der Geburt starb. Außerdem hatte er mehrere Enkelsöhne und eine Enkeltochter (Beate Spalt-Barczyk). Seine Frau starb im Jahre 1997 in Darmstadt.

## Werdegang
Sucker wuchs in Beuthen und Berlin auf, wo er am Gymnasium in Berlin-Friedenau das Abitur ablegte. Anschließend studierte er evangelische Theologie in Berlin, Greifswald und Gießen. Sein Studium schloss er 1929 mit dem ersten theologischen Examen ab, anschließend besuchte er das Predigerseminar in Friedberg.
Nach der Ordination am 14. Juni 1931 in der Friedenskirche in Offenbach am Main übernahm er die Pfarrassistenz in zwei Gemeinden in Offenbach. Ab 1933 war er Studentenpfarrer in Gießen, wo er in die SA eintrat. Ab 1934 lehrte er evangelische Religionslehre und Methodik des Religionsunterrichts an der staatlichen Hochschule für Lehrerbildung in Lauenburg in Pommern. 1936 war Sucker im Zentralvorstand des Evangelischen Bundes tätig und später im Evangelischen Presseverband. Seine Mitarbeiter waren dort unter anderem Jochen Klepper und Kurt Ihlenfeld. 1937 trat Sucker in die NSDAP und in den NS-Lehrerbund ein. Nach Kriegsbeginn wurde Sucker 1940 in den Kriegsdienst eingezogen, wo er vom Unteroffizier bis zum Feldwebel aufstieg und 1945 entlassen wurde. Innerhalb der SA stieg er bis 1943 zum Rottenführer auf.
Nach dem Krieg war Sucker Pfarrer in Weiterstadt und ab 1946 Leiter des Katechetischen Amtes für Starkenburg sowie 1947 Vorsitzender des Evangelischen Bundes Hessen und Nassau. Für den Evangelischen Bund gründete er 1947 das Konfessionskundliche Institut in Bensheim, dessen Leiter er von Anfang an war. Ab 1949 wurde er hauptamtlich für diesen Dienst freigestellt.
1950 wurde Sucker von der Synode der Evangelischen Kirche in Hessen und Nassau in die Kirchenleitung berufen, und 1957 wurde er als Nachfolger von Bernhard Knell zum Stellvertretenden Kirchenpräsidenten gewählt. Ab 1960 war Sucker Honorarprofessor für Kirchenkunde in Mainz und 1963 wurde er Präsident des Evangelischen Bundes.
1964 trat Martin Niemöller von seinem Amt als Kirchenpräsident der Evangelischen Kirche in Hessen und Nassau zurück. Daraufhin wählte die Synode am 3. November 1964 Sucker zu dessen Nachfolger. Sein Stellvertreter wurde Karl Herbert (1907–1995). Als Sucker 1968 überraschend an einem Herzinfarkt starb, wurde Helmut Hild 1969 sein Nachfolger im Amt des Kirchenpräsidenten. Wolfgang Sucker wurde auf dem Alten Friedhof von Darmstadt bestattet (Grabstelle: I G 112).

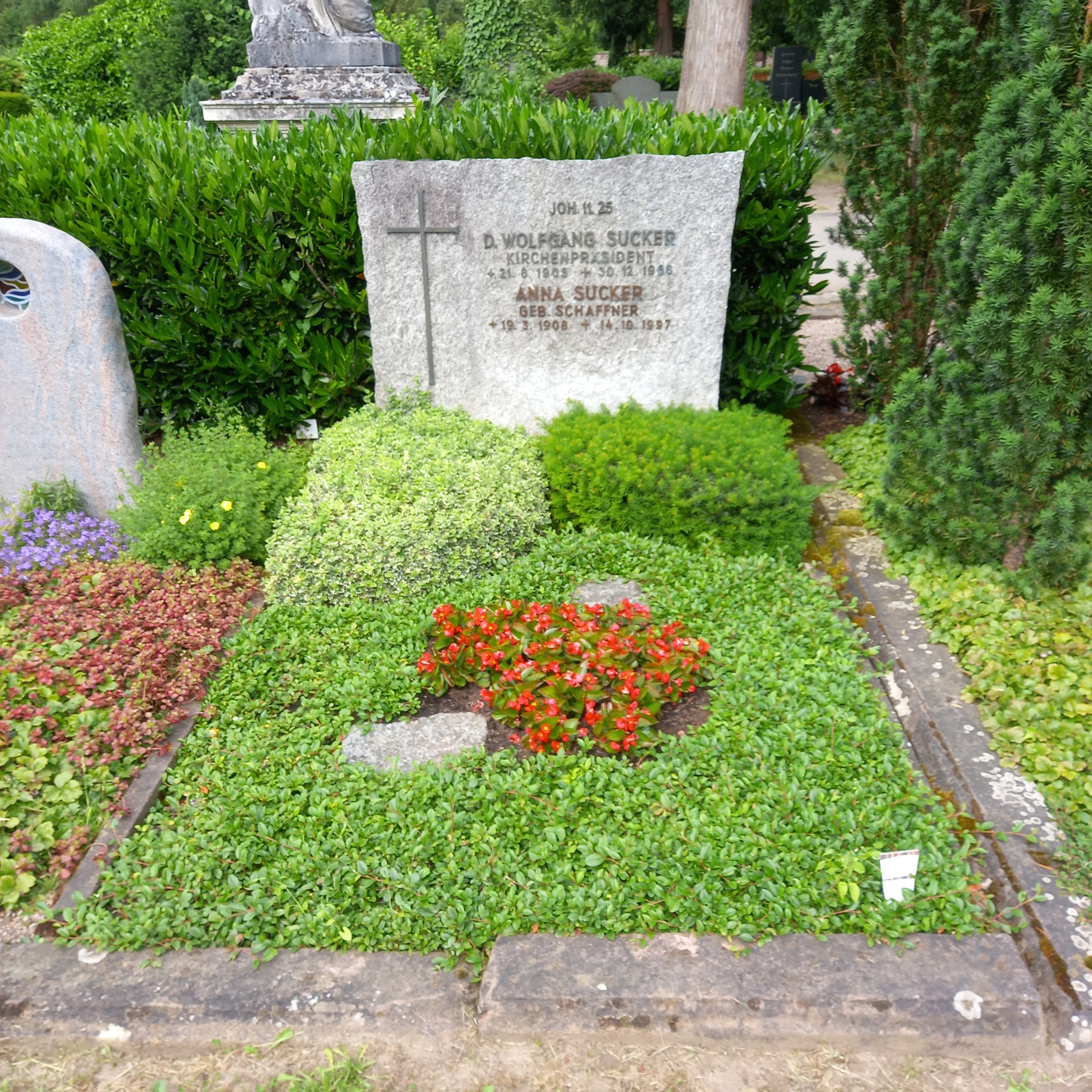
Das Grab von Wolfgang Sucker und seiner Ehefrau Anna geborene Schaffner auf dem Alten Friedhof in Darmstadt

## Ehrungen
Sucker erhielt 1955 das theologische Ehrendoktorat der Philipps-Universität Marburg.
Postum wurde anlässlich seines 100. Geburtstages 2005 das Dienstgebäude des Konfessionskundlichen Instituts in der Ernst-Ludwig-Straße 7 als „Wolfgang-Sucker-Haus“ benannt, in der dieses Institut 1947–1967 und seit 2007 untergebracht ist.